# George Brunies
George Brunies (New Orleans, 1902. február 6. – Chicago, 1974. november 19.) dzsesszharsonás. Egyik részvevője volt a dixieland ébresztésének. A harsona királyaként ismerték.

## Pályakép
Nyolcéves (sic!) korától Papa Jack Laine zenekarában játszott, később Laine fia, Alfred „Pantsy” Laine együttesében játszott. Különféle zenekarokban fordult elő New Orleansban és környékén, köztük a testvére zenekarában (Abbie's Halfway House Orchestra), mígnem 1919-ben Chicagóba költözött. Miután egy ideig Chicagóban játszott, a Mississippi egy folyami hajóján dolgozott.
1923-ban gyerekkori barátaival, Paul Maresszal és Leon Roppoloval visszatért Chicagóba, ahol csatlakozott a Friar’s Society Orchestra-hoz (ami később New Orleans Rhythm Kings-re változtatta a nevét). George Brunies 1924-ben kilépett a New Orleans Rhythm Kingsből, és még ugyanabban az évben aláírt Ted Lewishoz és bandájához. 1934-ig Ted Lewisszal maradt. Pályafutása hátralévő részében főleg Muggsy Spainerrel, Art Hodgesszal, Louis Primával és Eddie Condonnal játszott.

## Lemezek
- Let's Have a Jubilee feat. Louis Prima & His Band
- Bugle Call Rag feat. New Orleans Rhythm Kings / Leon Rapollo
- Original Dixielan
- Brunies' Blues feat. Baby Dodds / George Foster / Joe Sullivan
- Jazz Band Ball feat. Wild Bill Davison / Baby Dodds / George Foster / Albert Nicholas / Joe Sullivan
- (You're Some) Pretty Doll feat. Eddie Condon / Marty Marsala / Pee Wee Russell / Fats Waller
- Worry Blues feat. Louis Prima & His Band
- Riverboat Shuffle feat. Bob Casey / Eddie Condon / Bill Davison / Pee Wee Russell
- Tin Roof Blues feat. Georg Brunis
- Oh, Sister Ain't That Hot feat. Eddie Condon / Marty Marsala / Pee Wee Russell / Fats Waller
- Mr. Jelly Lord feat. Jelly Roll Morton / New Orleans Rhythm Kings / Leon Rapollo
- Sensation
- Farewell Blues feat. Danny Barker / Sidney Bechet / Danny Berker / Baby Dodds / Pops Foster / Art Hodes / Albert Nicholas / Muggsy Spanier
- Georgia Grind feat. Eddie Condon / Marty Marsala / Pee Wee Russell / Fats Waller
- Dinah
- That's a Plenty feat. Bob Casey / Eddie Condon / Bill Davison / Pee Wee Russell
- Panama feat. Wild Bill Davison / Baby Dodds / George Foster / Albert Nicholas / Joe Sullivan
- Sister Kate feat. Wellman Braud / Baby Dodds / Max Kaminsky / Mezz Mezzrow / Punch Miller / Luckey Roberts
- Baby Won't You Please Come Home feat. Wild Bill Davison / Baby Dodds / George Foster / Albert Nicholas / Joe Sullivan
- Maple Leaf Rag feat. Danny Barker / Wild Bill Davison / Baby Dodds / Pops Foster / James P. Johnson / Albert Nicholas (from: Scott Joplin)
- Royal Garden Blues feat. Bob Casey / Eddie Condon / Bill Davison / Pee Wee Russell
- Dippermouth Blues feat. Baby Dodds / Punch Miller / Albert Nicholas / Luckey Roberts / Cyrus St. Clair